# Andrea Conti (Fußballspieler, 1994)
Andrea Conti (* 2. März 1994 in Lecco) ist ein italienischer Fußballspieler. Der rechte Außenverteidiger stand zuletzt bis Sommer 2024 in Diensten von Sampdoria Genua.

## Karriere

### Verein
Conti entstammt der Jugend von Atalanta Bergamo, für die er bis 2013 aktiv war. In diesem Jahr wurde er in den Profibereich übernommen, um Spielpraxis zu erhalten jedoch zur AC Perugia Calcio in die Lega Pro Prima Divisione verliehen. In der Spielzeit 2013/14 kam Conti zu 17 Liga- und vier Pokaleinsätzen. Am Ende der Saison konnte er mit Perugia den Meistertitel sowie den Gewinn der Supercoppa di Lega di Prima Divisione feiern. Nach seiner Rückkehr zu Atalanta Bergamo wurde Conti zur SS Virtus Lanciano in die Serie B verliehen. Für Lanciano absolvierte er in der Spielzeit 2014/15 24 Ligapartien sowie ein Spiel in der Coppa Italia.
Nach seiner Rückkehr zu Atalanta im Sommer 2015 wurde Conti fester Bestandteil des Kaders des Erstligisten. Seinen ersten Einsatz für die Nerazzurri in der Serie A absolvierte er am 6. Januar 2016 bei der 1:2-Niederlage gegen Udinese Calcio. In der Rückrunde der Spielzeit 2015/16 kam Conti noch auf 13 weitere Einsätze, in denen er zwei Tore erzielte.
2017 wurde Andrea Conti von der AC Mailand unter Vertrag genommen. Nach mehreren schweren Knieverletzungen konnte er nicht mehr an seine Form anknüpfen und wechselte im Januar 2021 auf Leihbasis mit Kaufoption zu Parma Calcio.
Anfang Januar 2022 wurde Andrea Conti von Sampdoria Genua unter Vertrag genommen. Für Sampdoria absolvierte er in drei Spielzeiten aufgrund mehrerer Verletzungen nur 12 Pflichtspiele. Anfang Juli 2024 wurde sein Vertrag mit dem Verein einvernehmlich aufgelöst.

### Nationalmannschaft
Conti wurde von 2010 bis 2011 für die U-17- und U-18-Nationalmannschaft Italiens nominiert und absolvierte für beide insgesamt zehn Partien. Nachdem er danach zunächst nicht mehr berücksichtigt worden war, stand er ab 2014 wieder für die U-20-Auswahl und ab 2015 auch für die U-21-Nationalmannschaft auf dem Platz.
Im Mai 2017 debütierte Conti unter Gian Piero Ventura für die Italienische Nationalmannschaft im Freundschaftsspiel gegen San Marino. Im September 2017 absolvierte Conti sein zweites Länderspiel gegen Israel. Aufgrund einer Knieverletzung wurde Conti seitdem nicht mehr nominiert.

## Erfolge
- Meister der Lega Pro Prima Divisione: 2013/14
- Sieger der Supercoppa di Lega di Prima Divisione: 2014